# Abraham Toro
Abraham Josue Toro (Longueuil, 20 dicembre 1996) è un giocatore di baseball canadese, che gioca nel ruolo di terza base per i Seattle Mariners della Major League Baseball (MLB).